# Асакура Кагэтакэ
Асакура Кагэтакэ (яп. 朝倉景健, 1536 — 25 сентября 1575) — самурайский полководец средневековой Японии периода Сэнгоку. Полное имя — Асакура Магосабуро Кагэтакэ. Хозяин замка Анго. Член рода Асакура.

## Биография
Кагэтакэ был главнокомандующим войсками своего рода в битве при Анэгава (1570). 20 сентября 1570 года в бою при Симосакамото он добыл голову брата Оды Нобунаги — Оды Нобухару и его командира Мори Ёсинари. В 1573 году, после уничтожения Асакуры Ёсикагэ, Кагэтакэ перешёл на сторону Оды Нобунаги, сменив свою фамилию на Анго. В 1574 году, в связи с восстаниями Икко-икки в провинции Этидзэн, он переметнулся на сторону повстанцев. В следующем, 1575 году, Кагэтакэ был убит войсками Оды во время пацификации провинции Этидзэн.